# Jalisse
I Jalisse sono un duo musicale italiano, composto dai coniugi Fabio Ricci (Roma, 5 settembre 1965) e Alessandra Drusian (Oderzo, 18 maggio 1969).
Nel 1997 hanno vinto il Festival di Sanremo, nella categoria Big, con il brano Fiumi di parole e hanno partecipato con esso all'Eurovision Song Contest a Dublino, classificandosi al 4º posto.

## Storia

### 1990-1995: gli esordi
Fabio Ricci e Alessandra Drusian si incontrano per la prima volta nel 1990 nello studio di una casa discografica. Alessandra in quel periodo concorreva con numerose vittorie a concorsi musicali in Veneto e Friuli-Venezia Giulia, mentre Fabio era cantante e tastierista del gruppo Vox Populi, col quale aveva pubblicato un maxi-singolo dal titolo I'm So Bad e si presentava alle case discografiche come cantautore.
Dal 1990 al 1993 Alessandra, dopo essere stata lanciata da Pippo Baudo nel programma Gran Premio, fece una serie di apparizioni in trasmissioni televisive. Nel 1992 i due decisero di lavorare insieme e due anni dopo formarono i "Jalisse", prendendo il nome dal personaggio Jaleesa della serie televisiva Tutti al college (spin-off de I Robinson). Il termine jalis (al femminile jalisa), rivelò più avanti il giornalista e poeta italiano di origine irachena Younis Tawfik, in lingua araba significa "commensale che sa intrattenere nel racconto di favole e musica", dalla radice jalasa che significa sedersi: pertanto il nome del duo può significare "siedi, accomodati e ascolta".
Nel 1995 il duo partecipò a Sanremo Giovani con il brano Vivo, piazzandosi al terzo posto della seconda serata e acquisendo il diritto a partecipare al Festival di Sanremo dell'anno successivo, dove si classificarono al sesto posto nella sezione Nuove proposte con il brano Liberami.

### 1997-2000: la vittoria al Festival di Sanremo e l'Eurovision Song Contest
Nel 1997 parteciparono nuovamente al Festival di Sanremo, ancora una volta di diritto grazie alla regola, introdotta due anni prima e presente per l'ultima volta, che consente ai finalisti non vincitori della sezione "Nuove Proposte" dell'edizione precedente di contendersi quattro posti tra i "Campioni". Il brano proposto, Fiumi di parole, superò la selezione e conquistò il primo posto nella manifestazione facendo ottenere ai Jalisse due premi: il Leone d'oro come vincitori del Festival e il Leone d'argento come autori (Alessandra Drusian e Carmen Di Domenico per il testo, Fabio Ricci per la musica).
La vittoria fu tra le più discusse della storia del Festival per gli strascichi polemici che ne susseguirono, ottenuta tra l'altro con una etichetta indipendente distribuita dalla Columbia Records, sussidiaria della Sony BMG Music Entertainment. Fece inoltre discutere la somiglianza del brano con Listen to Your Heart dei Roxette, ma non venne tuttavia preso alcun provvedimento.
Durante la settimana sanremese del 1997 uscì il disco di esordio del duo, Il cerchio magico del mondo. Il risultato in termini di vendite (50 000 copie), non certo esaltante, fu dovuto anche al fatto che i due arrivarono alla vittoria sanremese praticamente da sconosciuti e con un album di inediti.
Due mesi dopo parteciparono all'Eurovision Song Contest 1997 a Dublino con la stessa canzone, ottenendo il quarto posto; anche in questo caso non mancarono le polemiche, visto che si parlò di boicottaggio. Nel 2009 il giornalista Gigi Vesigna, nel suo libro Vox Populi, rivelò come la sconfitta dei Jalisse alla manifestazione fosse stata pilotata dalla RAI: se avesse vinto il duo infatti, la TV pubblica italiana avrebbe dovuto per regolamento organizzare l'edizione del 1998, operazione ritenuta commercialmente svantaggiosa visto lo scarso interesse del pubblico italiano per la kermesse europea. L'Italia non partecipò più a questa competizione musicale fino al 2011.
Ben presto il duo viene bistrattato dai mass media che, tra le varie cose, fecero leva sul presunto plagio di Fiumi di parole. In realtà, grazie al buon piazzamento all'Eurovision Song Contest, iniziarono una serie di concerti e tournée all'estero, tra cui Stati Uniti d'America (Boston), Canada, Russia (Mosca) e Cile (Festival di Viña del Mar). Il disco del duo verrà nel frattempo inserito nelle programmazioni delle linee aeree della United Airlines e scelto da Fred Bronson per Billboard, come uno degli album più interessanti del 1997.
Nel 1998, anno successivo alla loro vittoria, proposero alla commissione del Festival di Sanremo il brano Le cime del Tibet, scritto e composto da Maurizio Fabrizio e Guido Morra, ma furono scartati. Anche in seguito non vennero più ammessi alla manifestazione canora nonostante, secondo quanto dichiarato da loro stessi tramite i social network, si fossero proposti per tutte 28 le edizioni successive alla loro vittoria, fino a quella del 2025, pur con brani diversi da un anno all'altro.
I due nel 1999 si sono sposati e in seguito hanno avuto due figlie: Angelica e Aurora. Lo stesso anno, in occasione della beatificazione di Padre Pio, scrissero il brano Luce e pane, cantato solo durante i concerti e mai distribuito fino al 2014. Nel 2000 pubblicarono un singolo, I'll Fly, distribuito digitalmente; il brano vede Alessandra in veste di solista.

### 2000-2018: i progetti indipendenti
Nel 2001-2002 Drusian esordì come attrice nella commedia musicale Emozioni, con la regia di Sergio Japino. Il marito nel frattempo decise di lasciare totalmente alla moglie le parti vocali dei brani e si dedicò alla loro piccola etichetta indipendente, la Tregatti Produzioni Musicali. Nel 2004 uscì il singolo 6 desiderio, che divenne la colonna sonora di una società di taxi romana che inserì nel call center le loro voci e l'inciso del brano. L'amico poeta Norman Zoia, autore anche del ritratto Madonna dei maestri cantori, dedicato a Drusian, scrisse il comunicato Un taxi chiamato desiderio, contribuendo a pubblicizzare l'iniziativa Taxi Music dei Jalisse. I loro spettacoli in giro per l'Italia, "Localitour d'Italia", divennero anche occasione di promozione turistica-culturale per i luoghi in cui si svolsero, coinvolgendo enti come per la Regione Lazio nel 2004 e 2005 e aprendo collaborazioni con l'Associazione Nazionale Comuni Italiani.
Nella primavera del 2005 uscì in Germania, Svizzera e Austria l'album Siedi e ascolta con la Siebenpunkt.com e distribuzione "Edel", contenente due brani inediti e alcuni brani del precedente disco rivisitati, tra cui una versione in spagnolo di Fiumi di parole, intitolata Ríos de palabras. L'album venne promosso nel Nord Europa e alcuni estratti furono inseriti in compilation destinate al mercato in Bulgaria, Repubblica Ceca, Slovacchia e Polonia. In Svezia ottennero il terzo posto al Baltic Song Contest a Karlshamn. La rivista tedesca Für Sie distribuì 600 000 copie con allegato il singolo dei Jalisse in compilation.
Il 1º febbraio 2006 consegnarono alla Farnesina, alla presenza del ministro degli esteri Gianfranco Fini, il loro nuovo brano Fede dell'amore, il cui testo fu opera del poeta e scrittore italiano originario dell'Iraq Younis Tawfik, membro della Consulta islamica in Italia. Il 28 marzo 2006 vennero ricevuti alla comunità ebraica di Roma dal rabbino capo Riccardo Di Segni. Dopo l'annuncio della prima partecipazione di San Marino all'Eurovision Song Contest, i Jalisse presentarono a San Marino RTV una canzone per la selezione interna. I due parteciparono alle selezioni del Festival di Sanremo del 2007 con il brano Linguaggio universale, scritta ispirandosi a un saggio di Rita Levi Montalcini, ma vennero scartati. Nel settembre dello stesso anno uscì così l'omonimo album Linguaggio universale, presentato all'Auditorium Parco della Musica a Roma e allegato al libro Istruzione, chiave dello sviluppo della Fondazione Rita Levi Montalcini, edito da Baldini Castoldi Dalai.
A novembre 2009 il duo collaborò con il sito greco Oikotimes.com, analizzando le canzoni del Junior Eurovision Song Contest. In quello stesso anno, interpretarono loro stessi nel film Ex di Fausto Brizzi, eseguendo il brano Fiumi di parole. In seguito lanciarono il progetto "Crescere insieme a L'Aquila", che coinvolse le scuole e gli artisti locali nella scrittura di canzoni e li portò in concerto l'8 giugno allo Stadio Tommaso Fattori dell'Aquila. In questo progetto artisti emergenti e noti affiancarono i bambini delle scuole dell'obbligo nella scrittura di canzoni, presentandole alle scuole aquilane con la collaborazione della provincia dell'Aquila, la SIAE, il MEI, l'AFI, lo IALS e radio private. Il progetto, nato nel 2005 per coltivare la creatività degli alunni all'interno delle scuole, prevedeva di far scrivere loro i testi per poi musicarli insieme a musicisti professionisti; questo progetto aveva già coinvolto numerose scuole della provincia di Treviso. Nel 2011 parteciparono alla rassegna internazionale Human Rights Tour 50º di Monselice, in collaborazione con Amnesty International e in formazione insieme a Carlo Zannetti.
Nel 2012 uscì il singolo Tra rose e cielo, scritto assieme al poeta e giornalista italo-iracheno Younis Tawfik, fuggito dal regime di Saddam Hussein. Uscirono in seguito altri due singoli: E se torna la voce nel marzo 2013, legato ai laboratori con i detenuti del Carcere di San Vittore di Milano con la Fondazione Mike Bongiorno, e il 14 giugno Dove sei con artisti della Repubblica Ceca. Il 26 marzo 2014 Drusian si presentò a The Voice of Italy ma non venne scelta da nessuno dei coach. Sempre nel 2014 vinsero il Premio alla carriera "Mondragone città" presso il Mondragone Festival, il Premio Campania Festival e il Premio Alessandra Corà all'Aquila, il Premio Dono dell'umanità. Lanciarono inoltre il "Song of the Knight", concorso letterario per la Giornata mondiale dei cavalieri, che si svolse il 20 settembre a Fornovo di Taro. Nel 2015 il duo lanciò il concorso Light Song Contest per l'anno internazionale della luce, e produsse la canzone Faro de estrellas, presentato a Meridas in Messico. Nel 2016 realizzarono un tour in Kazakistan di tre date tutte sold-out. A dicembre 2016 uscì The Best of, con tutti i singoli estratti del duo, promosso per tutto il 2017.

### 2018-in corso: il ritorno in televisione e il nuovo album

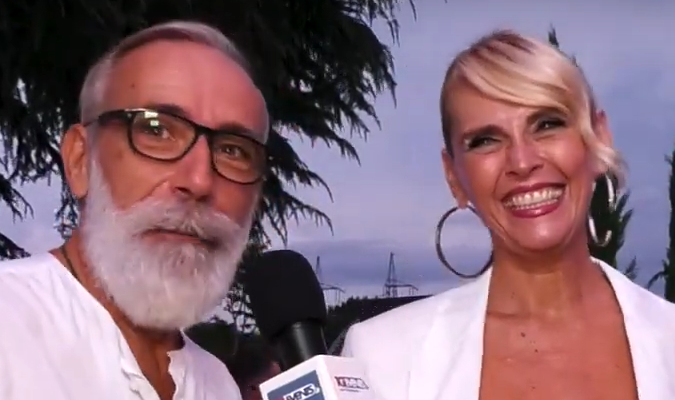
I Jalisse nel 2023

Nel 2018 parteciparono al programma televisivo Ora o mai più su Rai 1, condotto da Amadeus, vincendo la terza puntata e arrivando secondi nella classifica generale, dopo Lisa. L'inedito che lanciarono fu Ora e venne distribuito nei negozi digitali e sulla compilation di Sorrisi e Canzoni TV, prodotta da Rai Com; il video venne girato da Marko Carbone nei Paesi Bassi, a Vieland e Amsterdam, durante il tour dei Jalisse organizzato da OGAE Olanda sempre per l'Eurovision Song Contest. Nell'autunno dello stesso anno Drusian prese parte all'ottava edizione del programma Tale e quale show e alla settima edizione del programma Tale e quale show - Il torneo, classificandosi seconda in entrambe le trasmissioni.
Il 3 maggio 2019 uscì il singolo Cavallo bianco, cover della canzone omonima dei Matia Bazar del 1976, con la collaborazione alle chitarre del cofondatore del gruppo Carlo Marrale. Il video venne realizzato dal regista cartoonist Andrea Princivalli e venne presentato in anteprima l'11 maggio sul TG1 Rai delle 13:30 da Vincenzo Mollica per Do Re Ciak Gulp!.
Il 17 marzo 2020, durante l'emergenza COVID-19, uscì il singolo Non aver paura di chiamarlo amore con il gruppo heavy metal italiano Teodasia. A novembre fu pubblicato l'album in studio Voglio emozionarmi ancora, scritto e registrato durante il lockdown tra marzo e ottobre.
Nel 2021 viene loro affidata la colonna sonora originale del docufilm L’incanto e la delizia, scritto e diretto da Francesco Zarzana. Tra i temi musicali cantano anche il loro successo Non aver paura di chiamarlo amore.
Nel 2023 la coppia prende parte al reality L'isola dei famosi, prima gareggiando in coppia e poi da singoli.
Il 9 febbraio 2024 tornano dopo 27 anni al Festival di Sanremo come ospiti esibendosi con Fiumi di parole. Nello stesso mese i due partecipano a Tale e quale Sanremo. Successivamente sono stati selezionati per Una voce per San Marino classificandosi al 10º posto. Sempre nel 2024, a dicembre, vincono una Menzione Speciale al Premio Lunezia per il valore musical-letterario del brano No, no, no, no.
Nel 2025 vengono citati nel testo e compaiono nel video del brano Grazie ma no grazie del cantautore italiano Willie Peyote,  presentato in gara al 75º Festival di Sanremo.

## Discografia

### Album in studio
- 1997 – Il cerchio magico del mondo
- 2000 – I'll Fly
- 2006 – Siedi e ascolta
- 2009 – Linguaggio universale
- 2020 – Voglio emozionarmi ancora

### Raccolte
- 2016 – The Best of

### Singoli
- 1995 – Vivo
- 1996 – Liberami
- 1997 – Fiumi di parole
- 2004 – 6 desiderio
- 2009 – Non voglio lavorare
- 2012 – Tra rose e cielo
- 2013 – E se torna la voce
- 2013 – Dove sei (con Andrea Andrei, Davide Mattioli e Jarek Šimek)
- 2014 – L'alchimista, per sempre tuo cavaliere
- 2015 – Faro de estrellas
- 2018 – Ora
- 2019 – Cavallo bianco
- 2020 – Non aver paura di chiamarlo amore (feat. Teodasia)
- 2020 – Voglio emozionarmi ancora
- 2021 – Speranza in un fiore
- 2022 – È proprio questo quello che ci manca
- 2022 – Noi l'unica salvezza
- 2023 – Perdono
- 2024 – Il paradiso è qui
- 2024 – No no no no!

## Tournée
- 2023 – Jalisse Live Tour 2023
- 2024 – Il paradiso è qui tour
- 2024 – Eurovision On Tour 2024
- 2025 – Eurovision On Tour 2025
- 2025 – 28 NO Tour

## Partecipazioni a manifestazioni canore

### Partecipazioni al Festival di Sanremo
| Anno e categoria                         | Brano           | Piazzamento |
| ---------------------------------------- | --------------- | ----------- |
| Festival di Sanremo 1996, Nuove proposte | Liberami        | 6º          |
| Festival di Sanremo 1997, Campioni       | Fiumi di parole | 1º          |
| Festival di Sanremo 2024, Ospiti         | Fiumi di parole | Nessuno     |

### Partecipazioni a Una voce per San Marino
| Anno e categoria                       | Brano             | Piazzamento |
| -------------------------------------- | ----------------- | ----------- |
| Una voce per San Marino 2024, Campioni | Il paradiso è qui | 10º         |

### Partecipazioni all'Eurovision Song Contest
| Anno                         | Brano           | Piazzamento |
| ---------------------------- | --------------- | ----------- |
| Eurovision Song Contest 1997 | Fiumi di parole | 4º          |

## Televisione
- Gran Premio (Rai 1, 1990) - Solo Alessandra Drusian, concorrente non finalista
- Luna di miele (Rai 1, 1992-1993) - Solo Alessandra Drusian, corista
- Bellezze al bagno (Rete 4, 1992) - Solo Alessandra Drusian, corista
- The Voice of Italy 2 (Rai 2, 2014) - Solo Alessandra Drusian, concorrente non finalista
- Ora o mai più (Rai 1, 2018) - Concorrenti 2° classificati
- 61º Festival di Castrocaro (Rai 1, 2018) - Solo Alessandra Drusian, giurato
- Tale e quale show 8 (Rai 1, 2018) - Solo Alessandra Drusian, concorrente 2ª classificata
- Tale e quale show - Il torneo (Rai 1, 2018-2019) - Solo Alessandra Drusian, concorrente 5ª classificata
- L'isola dei famosi 17 (Canale 5, 2023) - concorrenti: non finalista (Fabio), 5ª classificata (Alessandra)
- Tale e quale Sanremo (Rai 1, 2024) - concorrenti